# Liste der Mitglieder der Deutschen Akademie der Naturforscher Leopoldina/1691
Die Liste der Mitglieder der Deutschen Akademie der Naturforscher Leopoldina für 1691 enthält alle Personen, die im Jahr 1691 zum Mitglied ernannt wurden. Insgesamt gab es vier neu gewählte Mitglieder.

## Mitglieder
| Nr. | Name                                 | Beiname    | Geboren       | Aufnahme | Gestorben     | Bild                   |
| --- | ------------------------------------ | ---------- | ------------- | -------- | ------------- | ---------------------- |
| 185 | Ernst Sigismund Grass                | Chiron II. |               | 24. Jan. |               |                        |
| 186 | Johann Christian Mentzel             | Seneca II. |               | 12. Mrz. | 17. Mai 1718  |                        |
| 187 | Sylvester Samuel Anhorn von Hartwiss | Strabo I.  |               | 14. Jun. |               |                        |
| 188 | Johann Andreas Schmidt               | Strabo II. | 28. Aug. 1652 | 19. Mrz. | 12. Juni 1726 | Johann Andreas Schmidt |